# Łękno (Szczecin)
Łękno, Łekno (do 1945 niem. Westend) – część miasta i osiedle administracyjne Szczecina, będące jednostką pomocniczą miasta, położone w północno-zachodniej części Śródmieścia.
Według danych z 2022 r. na osiedlu mieszkało 2947 osób.
Osiedle graniczy z osiedlami (licząc od północy, zgodnie w ruchem wskazówek zegara): Niemierzyn, Niebuszewo-Bolinko, Śródmieście-Północ, Turzyn i Pogodno. Na terenie osiedla znajduje się Park Kasprowicza. Największym akwenem Łękna jest jezioro Rusałka.

## Historia
Początki osiedla sięgają roku 1871, gdy powstała budowlana spółka akcyjna Westend-Stettin, Bauverein auf Actien, należąca po części do Johannesa Quistorpa. Spółka ta wykupiła od miasta tereny majątków miejskich Friedrichshof i Schwankenheim Friedrichshof, leżących w obecnym Łęknie. Obszar ten miał być przez nią zabudowany, a potem wybudowane mieszkania miały być wynajmowane lub sprzedawane. Pod koniec XIX wieku Westend został w znacznej mierze zabudowany – powstała zabudowa willowa w stylu typowym dla ówczesnej epoki. Również w XIX wieku Westend stał się dzielnicą przemysłową. W 1896 roku bracia Stoewer założyli przy obecnej ulicy Wojska Polskiego oddział swojej fabryki z Niebuszewa, gdzie rozpoczęła się produkcja samochodów (dawne zakłady „Polmo”, zob. historia Szczecińskiej Fabryki Motocykli POLMO). W dzielnicy tej powstało też centrum sportowe Szczecina: tor wyścigowy, tor motocrossowy, tor kolarski, korty tenisowe, stadion lekkoatletyczny (obecny Miejski Stadion Lekkoatletyczny im. Wiesława Maniaka) oraz sztuczne lodowisko („Lodogryf”), działające do roku 2013. Pod koniec lat 30. w bezpośrednim sąsiedztwie szpitala przy obecnej ul. Unii Lubelskiej (Szpital Kliniczny Nr 1 Pomorskiej Akademii Medycznej zob. Lądowisko Szczecin-Szpital Kliniczny Pomorskiego Uniwersytetu Medycznego), przeprowadzono także zaawansowane prace ziemne pod największy w ówczesnej Europie stadion sportowy (Hitlerjugend Sport-Platz), który w zamierzeniach byłby w stanie pomieścić ok. 100 tys. widzów, jednakże inwestycja nigdy nie wyszła poza tę fazę budowy.

## Samorząd mieszkańców
Rada Osiedla Łękno liczy 15 członków. W wyborach do rad osiedli 20 maja 2007 roku udział wzięło 91 głosujących, co stanowiło frekwencję na poziomie 3,00%. W wyborach do rady osiedla 13 kwietnia 2003 udział wzięło 102 głosujących, co stanowiło frekwencję 3,40%.
Samorząd osiedla Łękno został ustanowiony w roku 1990 (w listopadzie tegoż roku Rada Miasta podjęła uchwałę w sprawie granic dzielnic i osiedli w Szczecinie).

## Wykaz ulic i placów

### Istniejące ulice i place
Wykaz istniejących ulic i placów położonych na obszarze szczecińskiego osiedla Łękno. Nazwy niemieckie zaczerpnięto z planu miasta Szczecina z 1937 r.
| Nazwa                                        | Dawne nazwy               |
| -------------------------------------------- | ------------------------- |
| aleja Wojska Polskiego                       | Falkenwalderstraße        |
| Księdza Piotra Wawrzyniaka                   | Alleestraße               |
| Ojca Beyzyma                                 | Bethanienstraße           |
| Maksyma Gorkiego                             | Henriettenstraße          |
| Jacka Soplicy                                | Lamprechtstraße           |
| Bogumiły                                     | Felix-Dahn-Straße         |
| Pawła Jasienicy                              | Waitzstraße               |
| Pawła Jasienicy                              | Jeremiego Wiśniowieckiego |
| Pawła Jasienicy                              | Hanki Sawickiej           |
| Heleny Kurcyuszowej                          | powstała po 1945 r.       |
| Stanisława Leszczyńskiego                    | Treitschkestraße          |
| Adama Mickiewicza                            | Kastanien Allee           |
| Adama Mickiewicza                            | Berkhoff Straße           |
| Adama Mickiewicza                            | Kreckower Straße          |
| Stanisława i Wandy Miłaszewskich             | Droysenweg                |
| Zygmunta Moczyńskiego                        | Mommsenstraße             |
| Michała Kleofasa Ogińskiego                  | Händelstraße              |
| Józefa Pankiewicza                           | Kuglerstraße              |
| Papieża Pawła VI                             | Weg nach der Mühlenstraße |
| Papieża Pawła VI                             | Akademiestraße            |
| Papieża Pawła VI                             | Akademicka                |
| rondo Polonii Mandżurskiej                   | powstało po 1945 r.       |
| Księdza Piotra Skargi                        | Roonstraße                |
| Spółdzielcza                                 | Rankestraße               |
| skwer Majora Mieczysława Tarchalskiego       | powstał po 1945 r.        |
| Stanisława Wyspiańskiego                     | Niebuhrstraße             |
| Bohdana Zaleskiego                           | Friedrichshofer Weg       |
| Andrzeja Średniawskiego                      | Wilhelm-Oncken-Straße     |
| plac im. Konstantego Ildefonsa Gałczyńskiego | powstał po 1945 r.        |
| skwer im. Telesfora Badetko                  | powstał po 1945 r.        |

## Galeria

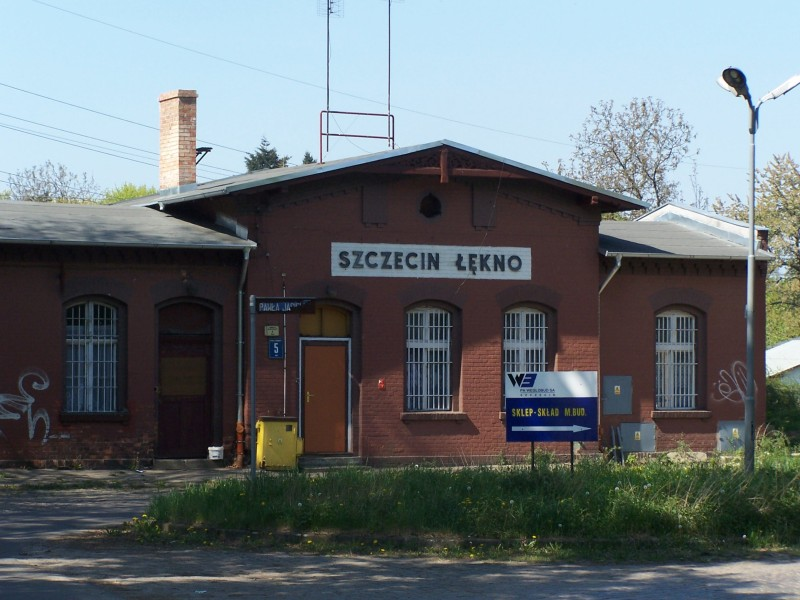
Nieistniejący budynek stacji kolejowej Szczecin Łękno[b]
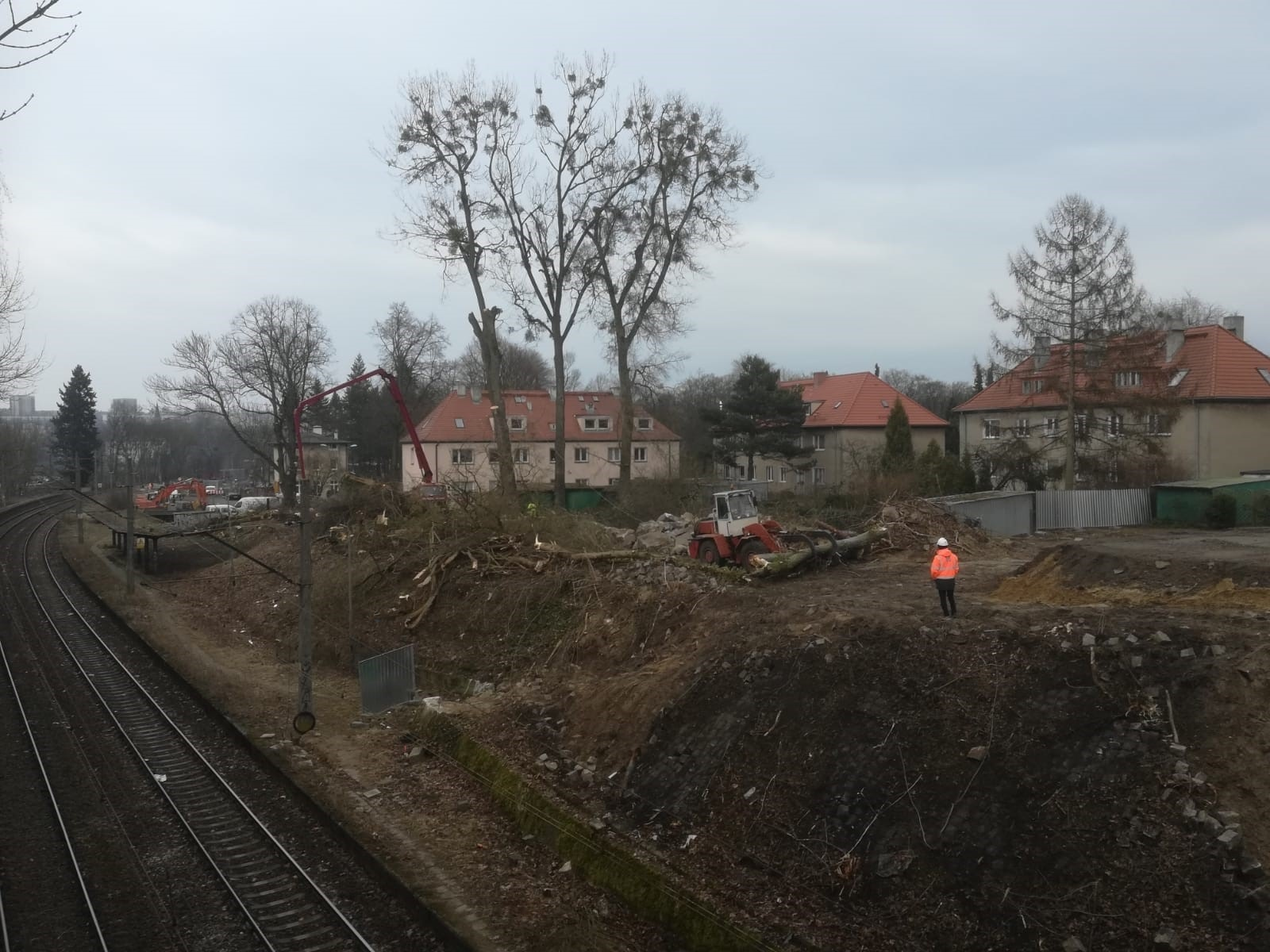
Budowa węzła komunikacyjnego Szczecin-Łękno (luty 2019)
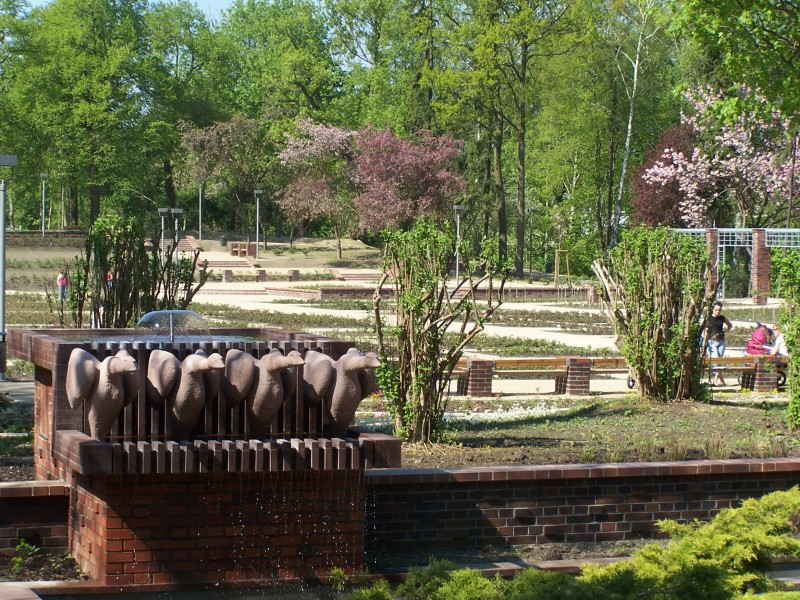
Różanka
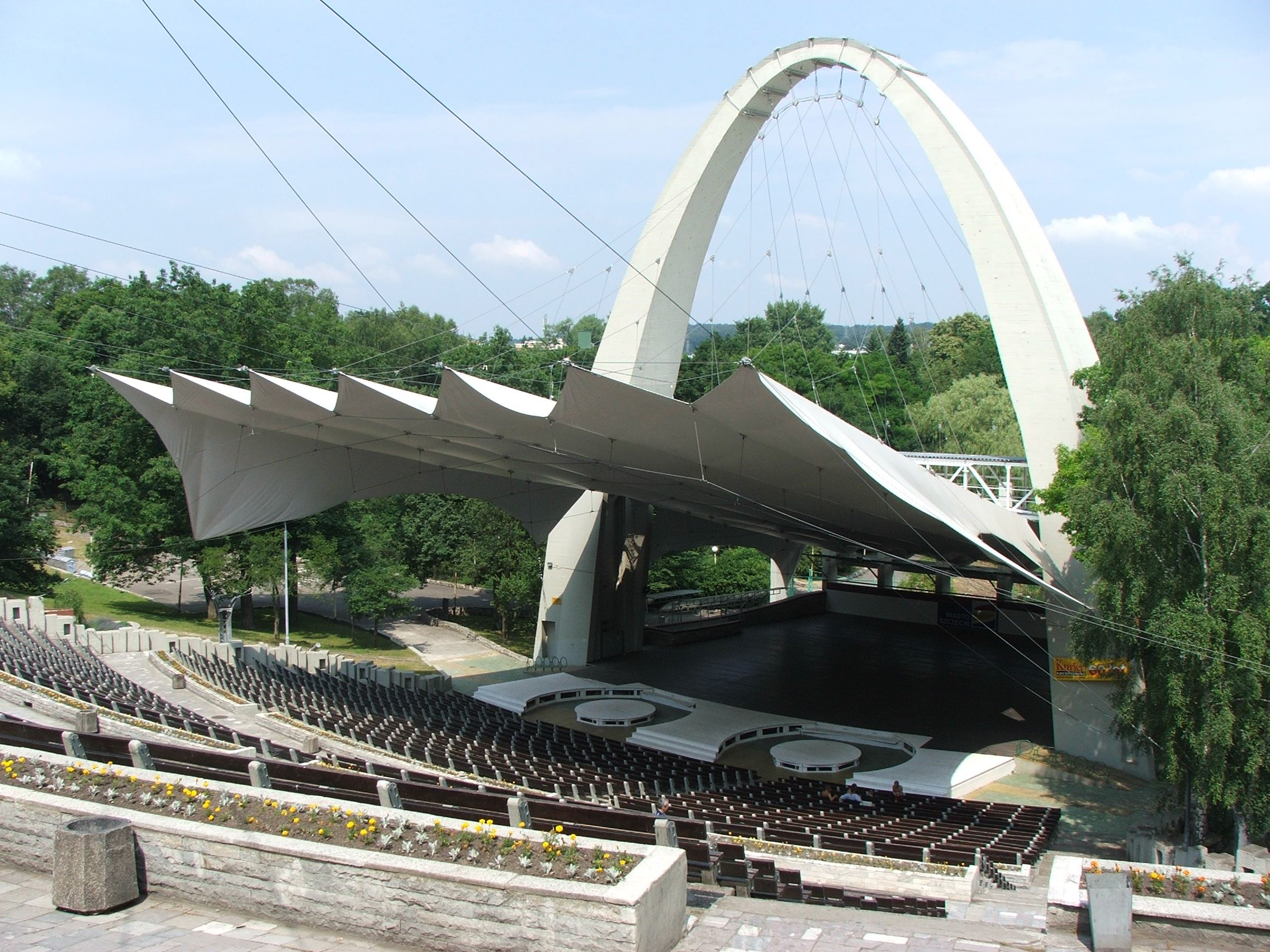
Teatr Letni
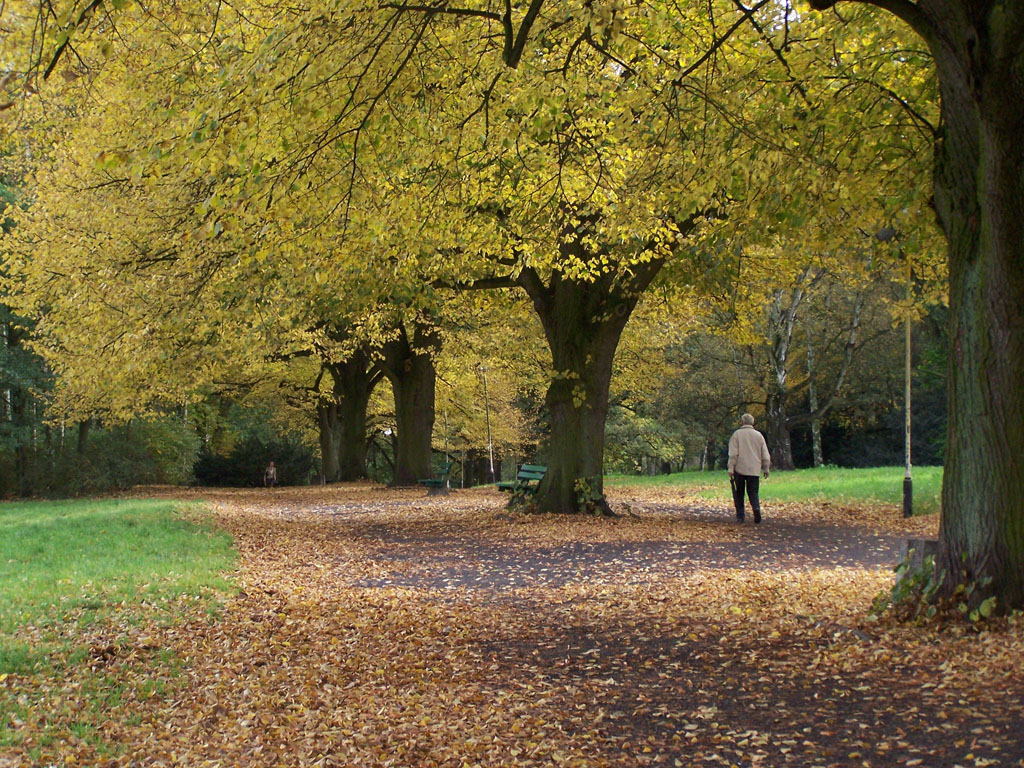
Park Kasprowicza
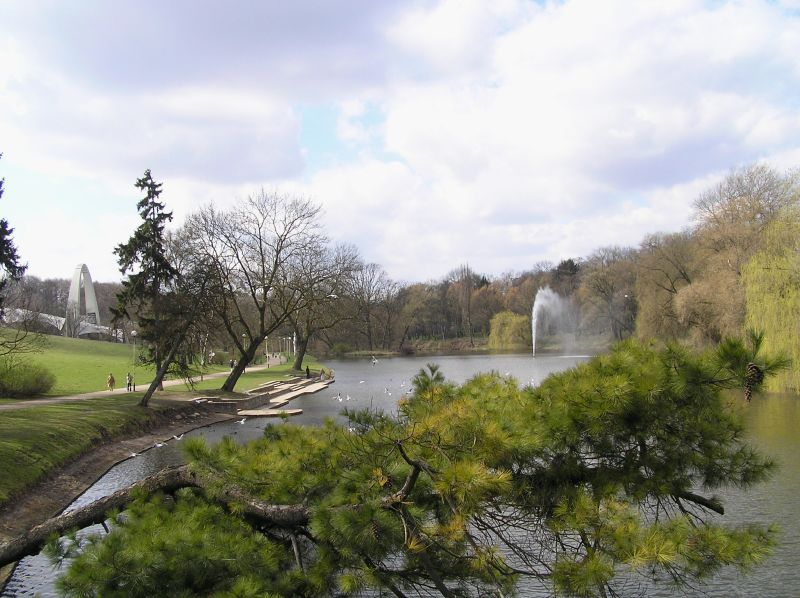
Rusałka